# Anomolyna picticollis
Anomolyna picticollis är en skalbaggsart som beskrevs av Leon Fairmaire 1897. Anomolyna picticollis ingår i släktet Anomolyna och familjen Melolonthidae. Inga underarter finns listade i Catalogue of Life.